# Miloš Morávek (odbojář)
Miloš Morávek (24. prosince 1911, Vídeň – 1. srpna 1951, Ostrava) byl československý voják a člen protinacistického a později protikomunistického odboje.
Roku 1949 byl zatknut během akce Beskyd v souvislosti s činností v odbojové skupině Jana Buchala. Roku 1951 byl popraven za velezradu a vyzvědačství.

## Biografie
Narodil se roku 1911 ve Vídni Jaromírovi a Anastázii Morávkovým původem z Čech, kteří odešli do Vídně za prací. Oba pracovali v pohostinství. Roku 1914 byl jeho otec povolán a on se s matkou vrátil na české území. Po první světové válce se usídlili ve Frýdku. Sám však vyrůstal u prarodičů v Hradci Králové. Původně se učil na číšníka, ale nakonec přestoupil na obchodní akademii, kterou zakončil roku 1931.
V roce 1934 nastoupil prezenční vojenskou službu. Během ní se rozhodl pro kariéru profesionálního vojáka. V letech 1934–35 vystudoval důstojnickou školu, poté sloužil jako četař aspirant v Čáslavi. Během let 1937 a 1938 studoval vojenskou akademii v Hranicích. Nato byl odvelen jako poručík pěchoty k 19. hraničářskému pluku do Žamberka. Během mobilizace roku 1938 velel pevnosti v Orlických horách. Po podepsání Mnichovské dohody byl převelen do Prešova k zajištění armádního zásobování.
Po nastolení Protektorátu byl v červenci 1939 udán a později odsouzen za zesměšňování říšské branné moci a šíření zakázaného tisku. Soud mu vyměřil osmi měsíční trest odnětí svobody. Navíc byl nucen vykonávat nucené práce. Roku 1942 se oženil.
Během Květnového povstání aktivně stavěl barikády v Praze a s povstalci osvobodil Karlovo náměstí. Po druhé světové válce se vrátil do armády a stal se velitelem samopalné roty 8. pěšího pluku, tzv. „Slezského“, ve Frýdku.

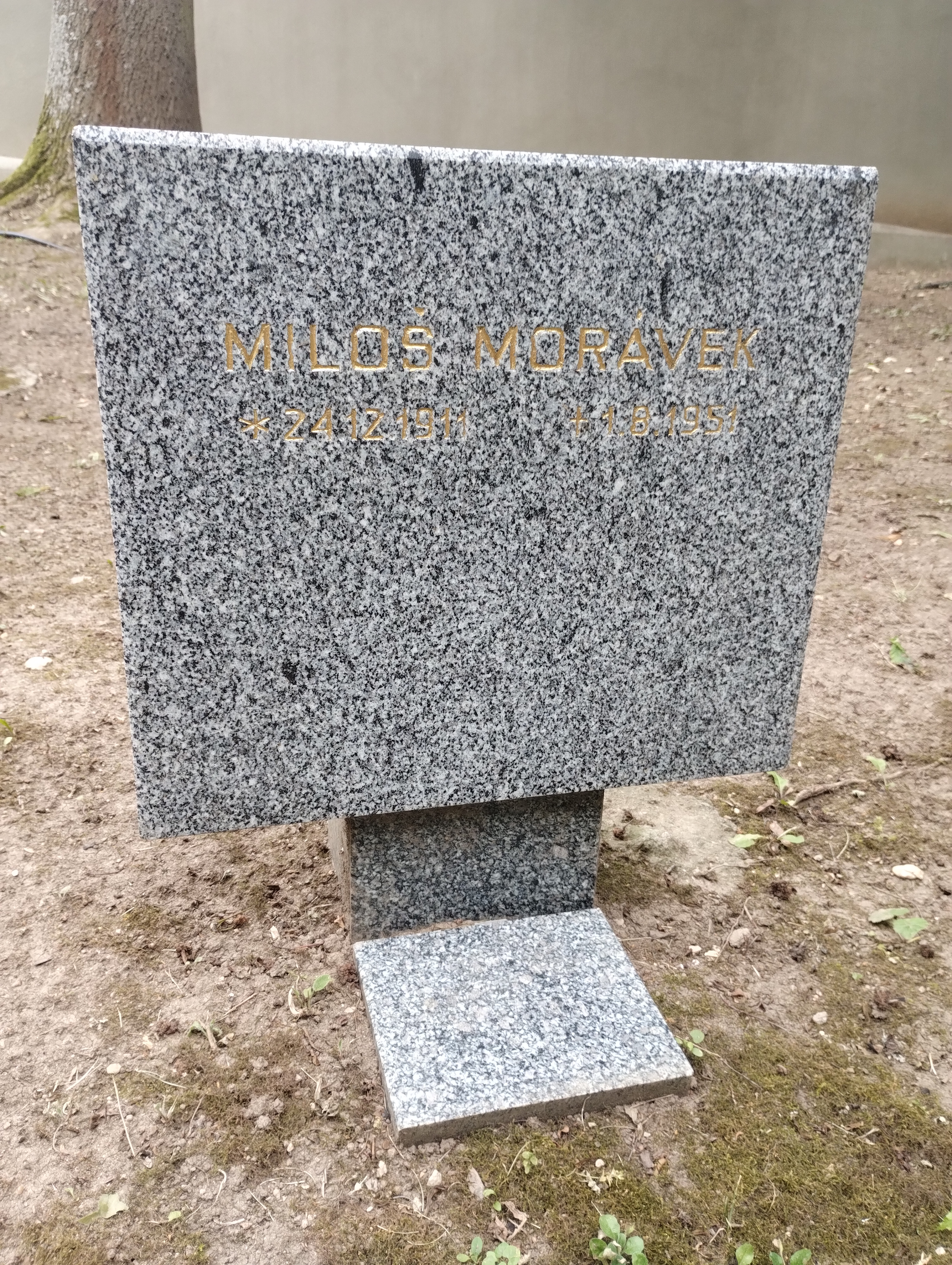
Symbolický náhrobek M. Morávka na Čestném pohřebišti v Ďáblicích

Roku 1947 vstoupil do Národně socialistické strany. Když byla tato strana zakázána, zažádal o vstup do KSČ, ale bylo mu doporučeno požádat znovu až po dvou letech, během kterých měl zdokonalit svůj ideologický zápal pro komunismus.
O dva roky později ho však dříve vyhledal jeho známý z dob studia na vojenské škole, Josef Polomský. Ten byl členem odbojové skupiny, kterou vedl Jan Buchal. Morávek se však odmítl přímo účastnit jejich plánovaného puče, který považoval za nerealistický. Sám tedy zůstal jen lehce spolupracujícím sympatizantem odboje.
26. října 1949 byl během tzv. akce Beskyd spolu s dalšími členy Buchalovy skupiny zatčen agenty StB. Byl obviněn z dodávání informací o vojenské výzbroji. Za zločin velezrady byl odsouzen k trestu smrti, přitížil mu i fakt, že byl aktivním vojákem, a tak sloužil jako odstrašující případ pro vojáky, kteří sympatizovali s odbojem. Byl odsouzen během veřejného procesu konaného ve dnech 17. – 21. července 1950. Soudu předsedal Dr. J. Horňanský a obžalobu vedl Dr. A. Mikyska. Odvolání i žádost o milost byly zamítnuty. Poprava byla provedena 1. srpna 1951.
Ostatky Miloše Morávka byly zpopelněny a uloženy do hromadného hrobu v Ostravě. Na Čestném pohřebišti v Ďáblickém hřbitově se nachází symbolický Morávkův hrob. Tamní symbolické náhrobky odkazují na zemřelé politické vězně bez ohledu na jejich skutečné místo pohřbení.
Od roku 1997 je uctěn na pamětní desce popravených z politických důvodů na budově Krajského soudu v Ostravě.